# Schuhmeierplatz
Der Schuhmeierplatz befindet sich in Ottakring, dem 16. Wiener Gemeindebezirk. Namensgeber ist der Politiker Franz Schuhmeier.

## Geschichte
Entstanden im Zuge der Verbauung des Gebiets südlich der Thaliastraße, nimmt der Platz einen Häuserblock im Straßenraster ein. Seit 22. Dezember 1888 hieß er nach der herrschenden Dynastie Habsburgplatz. Ab 22. Dezember 1908 wurden die den Platz umgebenden Häuser der umschließenden Straßenzüge nach dem Platz nummeriert. Nach dem Ende der österreichisch-ungarischen Monarchie wurde der Habsburgplatz mit 6. November 1919 umbenannt zu Schuhmeierplatz.
Kurz nach dem 1. Mai 1945 wurde die Ottakringer Bevölkerung dazu aufgerufen, sich am Schuhmeierplatz zu versammeln, um sich an der Wahl zum Bezirksbürgermeister zu beteiligen.
1945 bis 1955 befand sich im ehemaligen Schulgebäude Schuhmeierplatz 17–18 (das seit 1941 als Gauhaus der NSDAP genutzt worden war) die Kommandantur der französischen Besatzungsmacht.
Nach Ende des Zweiten Weltkriegs verlagerte sich das Zentrum der Sozialdemokratie in Ottakring vom Arbeiterheim Ottakring an den Schuhmeierplatz. Am 11. Februar 1949 wurde das neue Ottakringer Volksheim im Haus Schuhmeierplatz 17–18 eröffnet. Die SPÖ-Ottakring erhielt 1955, dem Jahr des Abschlusses des Staatsvertrages, die Räumlichkeiten Schuhmeierplatz 17–18. 
Im Jahr 2013 veröffentlichte eine von der Stadt Wien beauftragte Kommission einen Bericht über „die historische Bedeutung jener Persönlichkeiten, nach denen Wiener Straßen benannt sind“. Die Kommission ordnet die Benennung des Schuhmeierplatzes als „Fall mit demokratiepolitisch relevanten Lücken“ ein. Dem Bericht zufolge vereinte Franz Schuhmeier in seiner populistischen Rhetorik ein Sammelsurium an politischen Einstellungen; er agitierte beispielsweise gegen Kleriker, Monarchisten, jüdische wie nicht-jüdische Kapitalisten sowie gegen Befürworter als auch Gegner des Antisemitismus.

## Bebauung und Nutzung
Die Gebäude, die den Schuhmeierplatz einrahmen, sind bis auf wenige Ausnahmen in der Gründerzeit errichtete Wohnhäuser im Stil des Historismus.

### Nr. 7

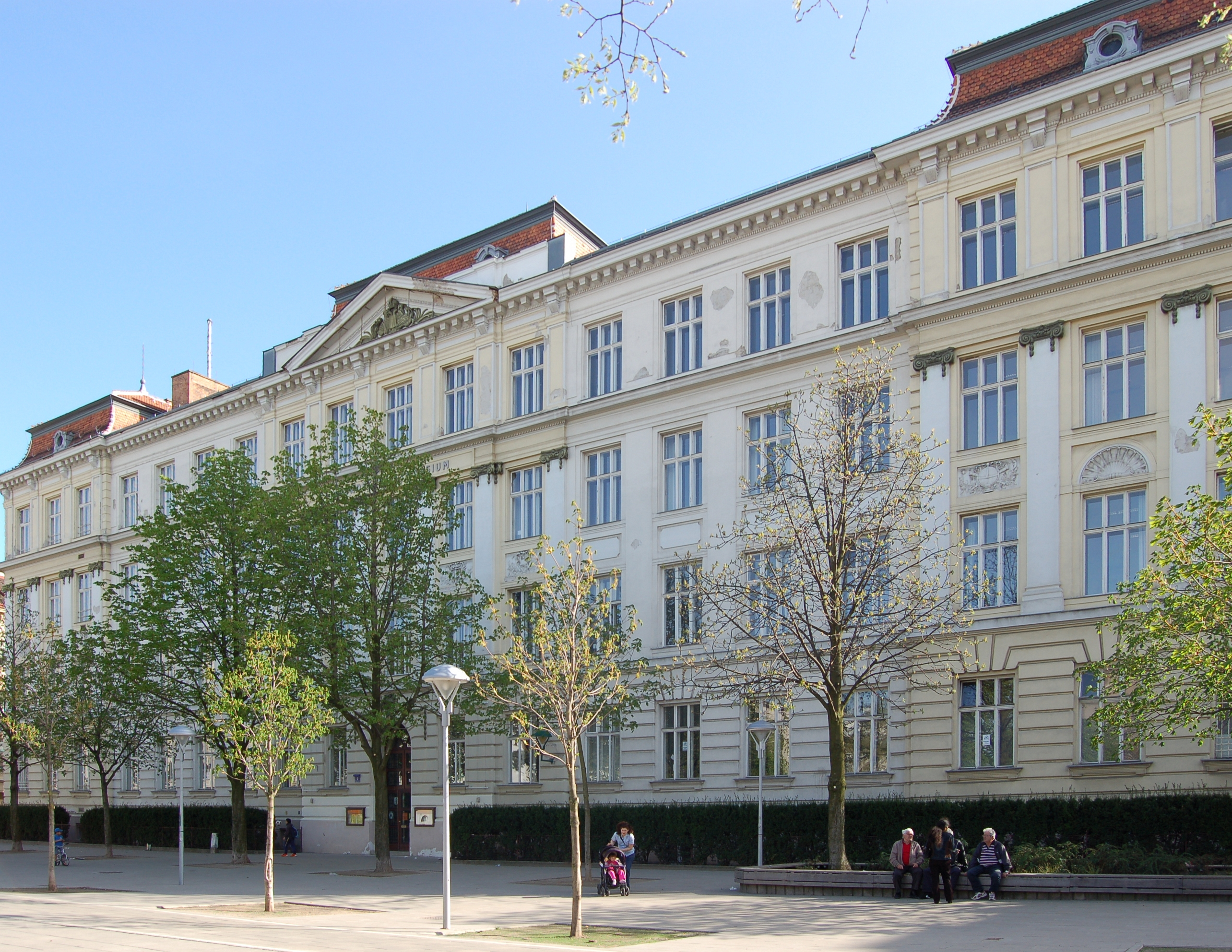
Bundesrealgymnasium Schuhmeierplatz

Das Gebäude Schuhmeierplatz 7 nimmt die ganze südliche Seite des Platzes ein. Hier befindet sich seit Ende des 19. Jahrhunderts das Bundesrealgymnasium Schuhmeierplatz (seit 1962 als Realgymnasium, zuvor als staatliche Realschule). 2008 wurde der Vorplatz der Schule mit dem angrenzenden Schuhmeierpark zusammengeführt, neu bepflanzt und mit veränderten Spielbereichen ausgestattet. Das Bundesrealgymnasium wurde 2012 bis 2014 von der Bundesimmobiliengesellschaft generalsaniert und erweitert.

### Nr. 17–18
Ebenfalls im 19. Jahrhundert wurde auf der nördlichen Hälfte des Platzes mit der Hausnummer 17–18 eine Bürgerschule, die sogenannte „Habsburger Schule“, errichtet. Während des Nationalsozialismus wurde im Jahr 1941 das ehemalige Schulgebäude von der NSDAP als Gauhaus akquiriert. Im selben Jahr wurde unter dem Platz ein „Mutter-Kind“-Luftschutzbunker gebaut. Heute gehört der Bunker der Stadt Wien und wird als Depotlager der SPÖ Ottakring und als Keller der Parteien des darüber liegenden Wohnhauses verwendet. 
Nach Verwendung als Kommandantur der französischen Besatzungsmacht von 1945 bis 1955 erhielt die SPÖ Ottakring im selben Jahr das Gebäude. Seither liegt der Sitz der SPÖ-Bezirksorganisation Ottakring am Schuhmeierplatz 17–18. 
Am Schuhmeierplatz 17 befindet sich auch die Bücherei Ottakring, die 1949 als neue städtische Volksbibliothek eröffnet wurde.
1957 wurde das bereits baufällige Haus abgerissen und durch einen Wohnbau mit 102 Wohnungen ersetzt.
Das Café Schuhmeier im Haus Nr. 17–18 besteht seit 2018.
Im Rahmen des Umbaus der Einkaufsmeile Thaliastraße ab 2021 wurde auch der nördliche Teil des Schuhmeierplatzes neu gestaltet.

#### Albert-Sever-Saal
Im Jahr 1959 wurde im neuen Haus Schuhmeierplatz 17–18 der Albert-Sever-Saal eingeweiht, ein Veranstaltungszentrum des Bezirks, benannt nach dem Politiker Albert Sever. Im Jahr 1961 gründete Hannes Patek dort den Star Club Wien, „damals der größte und erfolgreichste Jugendclub Österreichs“. Hier spielten nationale und internationale Musikgrößen wie Udo Jürgens. Heute befindet sich im Albert-Sever-Saal ein Indoor-Kinderspielplatz.

## Anbindung und Verkehr
Der Schuhmeierplatz wird im Norden durch die Thaliastraße, im Westen durch den Straßenzug Possingergasse–Wattgasse und im Osten durch die Arltgasse begrenzt. Im Süden bildet die Hasnerstraße die Begrenzung.
Sowohl Possingergasse als auch Thaliastraße sind wichtige innerstädtische Verkehrsadern mit entsprechend starkem Verkehrsaufkommen, dem entsprechend als Hauptstraße A eingestuft. Hingegen ist die Arltgasse eine Seitengasse, die (auch im Bereich des Schuhmeierplatzes) in Richtung zur Thaliastraße als Einbahnstraße geführt wird. Die Hasnerstraße jedoch, die 2012 als erste sogenannte „fahrradfreundliche Straße“ Österreichs neu eröffnet wurde, ist im Bereich des Platzes für den motorisierten Individualverkehr unterbrochen und steht in Form eines Rad- und Gehweges ausschließlich dem Fuß- und Radverkehr zur Verfügung.
Auf der Nordseite des Platzes befinden sich Haltestellen der Straßenbahnlinie 46, die zwischen Ring/Volkstheater und Joachimsthalerplatz fährt. An der Westseite befinden sich Haltestellen der Autobuslinie 10A, welche eine Verbindung vom 12. Bezirk durch die westlichen Bezirke bis zum Bahnhof Wien Heiligenstadt herstellt.